# Jaguar (dator)

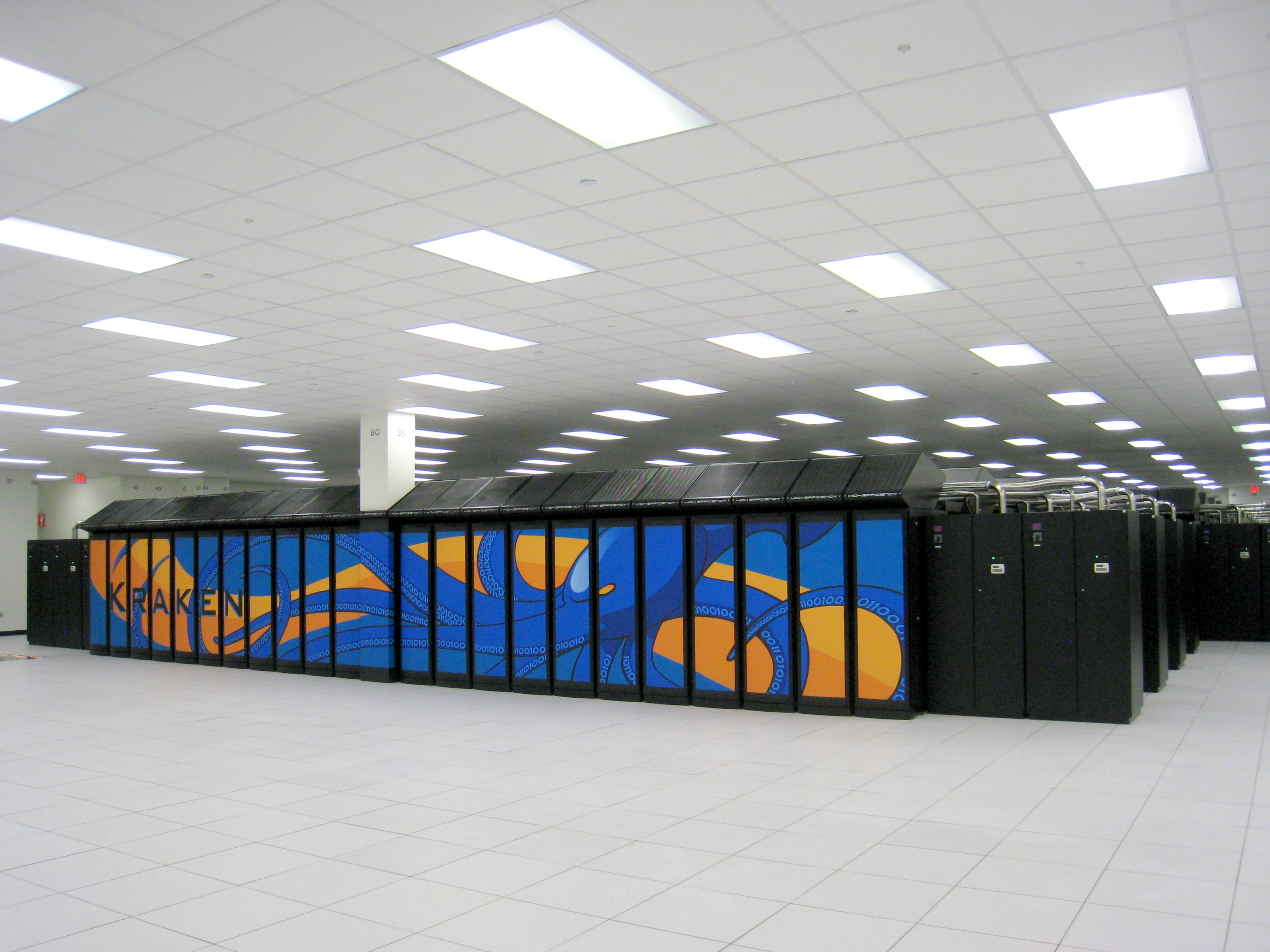

Jaguar är en superdator konstruerad av Cray vid Oak Ridge National Laboratory i Oak Ridge, Tennessee, USA. Mellan november 2009 och oktober 2010 räknades den som världens snabbaste dator med en topphastighet på 1 750 teraflops (1,75 petaflops). Den kinesiska superdatorn Tianhe-IA tog tog dock förstaplatsen i oktober 2010 med sina 2.507 PFLOPS. 
Jaguar har 224 256 Opteron-processorkärnor, och operativsystemet är en form av Linux som heter Cray Linux Environment.